# Il mondo è tuo
Il mondo è tuo (Le monde est à toi) è un film del 2018 diretto da Romain Gavras.

## Trama
Farès è uno spacciatore parigino di basso rango, di attitudine mite e sottomesso alla madre Dany, anch'essa criminale da una vita. Da tempo sta progettando di avviare una propria impresa in Marocco per uscire dal giro, ma, dopo aver finalmente ottenuto l'appalto, scopre che sua madre ha sperperato tutto il denaro che aveva messo da parte per l'attività. Farès si trova quindi costretto ad accettare l'offerta di Poutine, giovane e inaffidabile leader della gang a cui Farès fa riferimento dopo l'arresto del suo vecchio capo, e recarsi in Spagna per concludere un rischioso traffico di droga in cambio dei soldi che gli mancano.

## Distribuzione
Il film è stato presentato in anteprima alla Quinzaine des réalisateurs del 71º Festival di Cannes il 12 maggio 2018, per poi essere distribuito nelle sale cinematografiche francesi da StudioCanal a partire dal 15 agosto dello stesso anno. In Italia, è stato distribuito da Netflix sulla propria piattaforma di streaming l'8 dicembre 2018.

## Accoglienza

### Incassi
In Francia, il film ha incassato l'equivalente di 2,6 milioni di dollari statunitensi.

### Critica
Sull'aggregatore di recensioni online Rotten Tomatoes il film detiene una percentuale di gradimento da parte della critica del 95% basata su 20 recensioni, con un voto medio di 7,2. Su Metacritic, che utilizza una media ponderata, ha un voto di 73 su 100, basato su 7 recensioni da parte della critica.

## Riconoscimenti
- 2019 - Premi César[7]
  - Candidatura per la migliore attrice non protagonista a Isabelle Adjani
  - Candidatura per la migliore promessa maschile a Karim Leklou